# Isabel Casalduero Jódar
Isabel Casalduero Jódar (Lorca, 19 de junio de 1974) es una política española.

## Biografía
Es concejala del Ayuntamiento de Lorca. En 2015 fue elegida diputada de la Asamblea Regional de Murcia para la IX Legislatura.
Desde 2019, en su cargo como concejala en el Ayuntamiento de Lorca y como miembro del equipo de gobierno, tiene entre sus competencias las concejalías de Fomento e Infraestructuras, Emergencias, Desarrollo Local y Empleo.